# Wes (Band)
Wes war ein Weltmusik-Duo, das aus Michel Sanchez, einem ehemaligen Mitglied von Deep Forest, und dem kamerunischen Sänger Wes Madiko (1964–2021) bestand. Madiko war als Kind mit seinen Eltern nach Frankreich gezogen.

## Musik
Ihre Musik ist eine Mischung aus Folk und Dance mit Texten in Duala und Englisch. Ihren größten Hit hatten sie 1997 bzw. 1998 mit Alane (Choreografie Mia Frye). Die Single war besonders in Europa sehr erfolgreich: In Deutschland kam sie bis auf Platz zwei der Charts; in Österreich und Frankreich war sie ein Nummer-eins-Hit. Mit der Single I Love Football (Midiwa bol) gelang ein zweites Mal der Sprung in die europäischen Hitparaden, diesmal auf mittlere Positionen.

## Diskografie

### Alben
- 1996: Welenga
- 2000: Sinami: The Memory

### Singles
- 1997: Alane
- 1998: Awa Awa
- 1998: I Love Football (Midiwa Bôl)
- 1999: Doutou
- 1999: In Youpendi (mit Ladysmith Black Mambazo)
- 2000: Keli Maye
- 2020: Alane (mit Robin Schulz)

## Auszeichnungen für Musikverkäufe
| Goldene Schallplatte - Belgien - 2020: für die Single Alane (mit Robin Schulz) - Niederlande - 2001: für die Single Alane - Polen - 2024: für die Single Alane (mit Robin Schulz) Platin-Schallplatte - Niederlande - 2000: für das Album Welenga | 3× Platin-Schallplatte - Belgien - 1997: für die Single Alane |

Anmerkung: Auszeichnungen in Ländern aus den Charttabellen bzw. Chartboxen sind in ebendiesen zu finden.
| Land/RegionAuszeichnungen für Musikverkäufe (Land/Region, Auszeichnungen, Verkäufe, Quellen) | Gold       | Platin     | Diamant  | Verkäufe  | Quellen           |
| -------------------------------------------------------------------------------------------- | ---------- | ---------- | -------- | --------- | ----------------- |
| Belgien (BRMA)                                                                               | Gold1      | 3× Platin3 | —        | 170.000   | ultratop.be       |
| Deutschland (BVMI)                                                                           | 2× Gold2   | Platin1    | —        | 950.000   | musikindustrie.de |
| Frankreich (SNEP)                                                                            | 3× Gold3   | —          | Diamant1 | 1.300.000 | snepmusique.com   |
| Niederlande (NVPI)                                                                           | Gold1      | Platin1    | —        | 120.000   | nvpi.nl           |
| Österreich (IFPI)                                                                            | Gold1      | 2× Platin2 | —        | 105.000   | ifpi.at           |
| Polen (ZPAV)                                                                                 | Gold1      | —          | —        | 25.000    | olis.pl           |
| Schweiz (IFPI)                                                                               | 2× Gold2   | —          | —        | 50.000    | hitparade.ch      |
| Insgesamt                                                                                    | 11× Gold11 | 7× Platin7 | Diamant1 |           |                   |